# Darklands
Pour les articles homonymes, voir Darklands (homonymie).
Darklands est un jeu vidéo de rôle publié par MicroProse en 1992 pour MS-DOS sur PC. Il se déroule dans l'Allemagne médiévale du XVe siècle (on parlait alors du Saint-Empire romain germanique). Le joueur contrôle un groupe de quatre aventuriers qui parcourent l'Empire en quête de missions à accomplir : lutter contre les chevaliers brigands, délivrer une demoiselle offerte en sacrifice à un dragon... Il n'y a pas de but à ce jeu si ce n'est pour les aventuriers d'acquérir la plus grande réputation auprès des différentes cités du Saint Empire germanique.
En 2014, le jeu a été rendu disponible pour les systèmes Linux, MacOS et Windows sur les plateformes digitales GOG.com et Steam. L'éditeur Tommo a acquis les droits en 2013 et publiait le jeu sous Retroism brand. En 2020, l'éditeur fut changé à Ziggurat Interactive, avec l'appui de Nightdive Studios.

## Univers
À la différence des jeux de rôle fantastiques classiques (Donjons et Dragons par exemple), Darklands met en scène une forme de surnaturel basé sur des références historiques réelles comme l'alchimie (qui intervient dans le jeu pour la préparation de potions) ou la religion (chaque saint peut fournir une forme d'aide particulière).
Un certain nombre de mythes et légendes en cours à l'époque médiévale sont également exploités dans le jeu :
- La sorcellerie,
- Les loups-garous,
- Baphomet, une idole dont l'histoire est liée à celle des Templiers.

Bien que se voulant plus réaliste, l'univers de Darklands fait fortement penser à celui de Warhammer lequel s'inspire entre autres de l'histoire du Saint-Empire romain germanique.

## Accueil
| Darklands |      |       |
| Média     | Pays | Notes |
| Gen4      | FR   | 78 %  |
| Joystick  | FR   | 92 %  |